# Kreis Bergen
De Kreis Bergen was een Kreis in de Bezirk Rostock in de Duitse Democratische Republiek van 1952 tot en met 1955.

## Geschiedenis
Na het einde van de Tweede Wereldoorlog viel de Landkreis Rügen, die het eiland Rügen omvatte, in de Sovjet-bezettingszone en werd bij het Land Mecklenburg ingedeeld. Op 25 juli 1952 werd er in de DDR een omvangrijke herindeling uitgevoerd, waarbij onder andere de deelstaten hun betekenis verloren en nieuwe Bezirken gevormd werden. Uit het gebied van de oude Landkreis Rügen werden de nieuwe kreisen Bergen en Putbus gevormd. Daarnaast werd het eiland Hiddensee uit de Landkreis Stralsund bij Bergen gevoegd.
Omdat de deling van het eiland Rügen in twee kreisen snel als ondoelmatig werd beschouwd, werden de kreisen Bergen en Putbus met ingang van 1 januari 1956 weer in de Kreis Rügen herenigd.

## Gemeenten
De Kreis Bergen omvatte het noordelijke deel van het eiland Rügen, inclusief de voorliggende eilanden Hiddensee en Ummanz en de schiereilanden Bug, Jasmund, Schaabe en Wittow. Tot de kreis behoorden de stad Bergen en de volgende gemeenten:
| - Altenkirchen, - Boldevitz, - Breege, - Buschvitz, - Dranske, - Dubnitz, - Gingst, - Glowe, - Groß Kubitz, - Hiddensee, | - Karow, - Kluis, - Lieschow, - Lietzow, - Lohme, - Lubkow, - Neuenkirchen, - Parchtitz, - Patzig, - Putgarten, | - Ralswiek, - Rappin, - Sagard, - Saßnitz, - Schaprode, - Thesenvitz, - Trent, - Ummanz, - Wiek en - Zühlitz |